# Chondracanthus (algue)
Cet article concerne le genre d’algues. Pour le genre de copépodes, voir Chondracanthus (animal).
Genre
Chondracanthus est un genre d’algues rouges de la famille des Gigartinaceae.

## Liste d'espèces
Selon AlgaeBase (17 février 2019) :
- Chondracanthus acicularis (Roth) Fredericq
- Chondracanthus bajacalifornicus Hughey & Hommersand
- Chondracanthus canaliculatus (Harvey) Guiry
- Chondracanthus chamissoi (C.Agardh) Kützing
- Chondracanthus chapmanii (J.D.Hooker & Harvey) Fredericq
- Chondracanthus chauvinii (Bory) Kützing (espèce type)
- Chondracanthus cincinnus M.Y.Yang & M.S.Kim
- Chondracanthus corymbiferus (Kützing) Guiry
- Chondracanthus elegans (Greville) Guiry
- Chondracanthus exasperatus (Harvey & Bailey) Hughey
- Chondracanthus glomeratus (M.Howe) Guiry
- Chondracanthus harveyanus (Kützing) Guiry
- Chondracanthus intermedius (Suringar) Hommersand
- Chondracanthus kjeldsenii Hughey & Hommersand
- Chondracanthus okamurae I.A.Abbott
- Chondracanthus saundersii C.W.Schneider & C.E.Lane
- Chondracanthus serratus (N.L.Gardner) Hughey & Hommersand
- Chondracanthus spinosus (Kützing) Guiry
- Chondracanthus squarrulosus (Setchell & N.L.Gardner) Hughey, P.C.Silva & Hommersand
- Chondracanthus teedei (Mertens ex Roth) Kützing
- Chondracanthus tenellus (Harvey) Hommersand
- Chondracanthus tepidus (Hollenberg) Guiry
- Chondracanthus zertuchei J.N.Norris & Fredericq